# Liste der Baudenkmale in Steffenshagen
In der Liste der Baudenkmale in Steffenshagen sind alle Baudenkmale der Gemeinde Steffenshagen (Landkreis Rostock) und ihrer Ortsteile aufgelistet (Stand 10. Februar 2021).

## Steffenshagen
| ID  | Lage                      | Bezeichnung   | Beschreibung | Bild          |
| --- | ------------------------- | ------------- | --- | ------------- |
| 693 | (Karte)                   | Kirche        | Die Kirche ist eine dreischiffige Hallenkirche aus Backstein. Der Chor ist quadratisch angelegt und stammt vom Ende des 13. Jahrhunderts. Der Chorraum hat ein Kreuzrippengewölbe. Die Verhältnisse des Grundrisses und der Bauformen erinnern noch an die Romanik, besonders der im Osten glatt abschließende Chor. | Kirche        |
| 784 | an der Dorfstraße (Karte) | Bockwindmühle | | Bockwindmühle |

## Niedersteffenshagen
| ID  | Lage                         | Bezeichnung  | Beschreibung | Bild         |
| --- | ---------------------------- | ------------ | ------------ | ------------ |
| 694 | Kröpeliner Straße 17 (Karte) | ehem. Schule |              | ehem. Schule |

## Quelle
Denkmalliste des Landkreises Rostock A ‐ Z (Stand: 10. Februar 2021; PDF, 497 KB)